# Encrasima
Encrasima is een geslacht van vlinders van de familie dominomotten (Autostichidae), uit de onderfamilie Autostichinae.

## Soorten
- E. elaeopis Meyrick, 1916
- E. insularis (Butler, 1880)
- E. retractella (Walker, 1864)
- E. reversa Meyrick, 1916
- E. simpliciella (Stainton, 1858)
- E. xanthoclista Meyrick, 1923